# دوبیر بالا
دوبیر بالا (به انگلیسی: Dubair Bala) یک منطقهٔ مسکونی در پاکستان است که در خیبر پختونخوا واقع شده‌است.